# André Thevet
André Thevet ou Theuvet est un explorateur et écrivain-géographe français, né en 1516,. C’est la date que Thevet donne lui-même dans plusieurs de ses ouvrages. La notice d'autorité de la Bibliothèque nationale de France donne aussi la date de 1516 à Angoulême et mort le 23 novembre 1592 non 1590 (comme souvent affirmé par erreur) à Paris. Linné lui a dédié le genre Thevetia de la famille des Apocynaceae. 
Cadet d'une famille de chirurgiens-barbiers, à l’âge de dix ans, il est placé contre son gré au couvent des Franciscains (ou Cordeliers) d'Angoulême. Peu porté sur la religion, il préfère dévorer les livres et voyager.
Protégé par François Ier, ainsi que par les La Rochefoucauld et la maison de Guise, il commença par voyager en Italie, chargé de diverses missions par ses protecteurs. À Plaisance, il se lie avec le cardinal Jean de Lorraine.

## Le voyage au Levant, 1549-1552
En 1549, grâce à l'argent du Cardinal Jean de Lorraine, il embarque pour le Levant. Il visite la Crète et les îles de la Mer Égée. Il séjourne près de deux ans à Constantinople, peut-être comme informateur pour la France. En 1552, il quitte Constantinople et part pour l'Égypte et le mont Sinaï puis la Palestine et la Syrie.
De retour en France, il fait paraître le récit de ce voyage, en 1554, sous le titre de Cosmographie de Levant. Dans cet ouvrage, rédigé par un tiers, peut-être François de Belleforest, il énumère les curiosités archéologiques, botaniques et zoologiques rencontrées au cours de son long périple. Mais ce recensement doit plus à la compilation des auteurs anciens qu’à ses propres observations.
L'ouvrage reçut un bon accueil du public, en raison des 25 gravures sur bois « des bestes, Pyramides, Ypodromes, Colosses, Colomnes & Obélisques, les plus près de la vérité qu'a esté à moy possible ».

## Le voyage au Brésil, 1555-1556

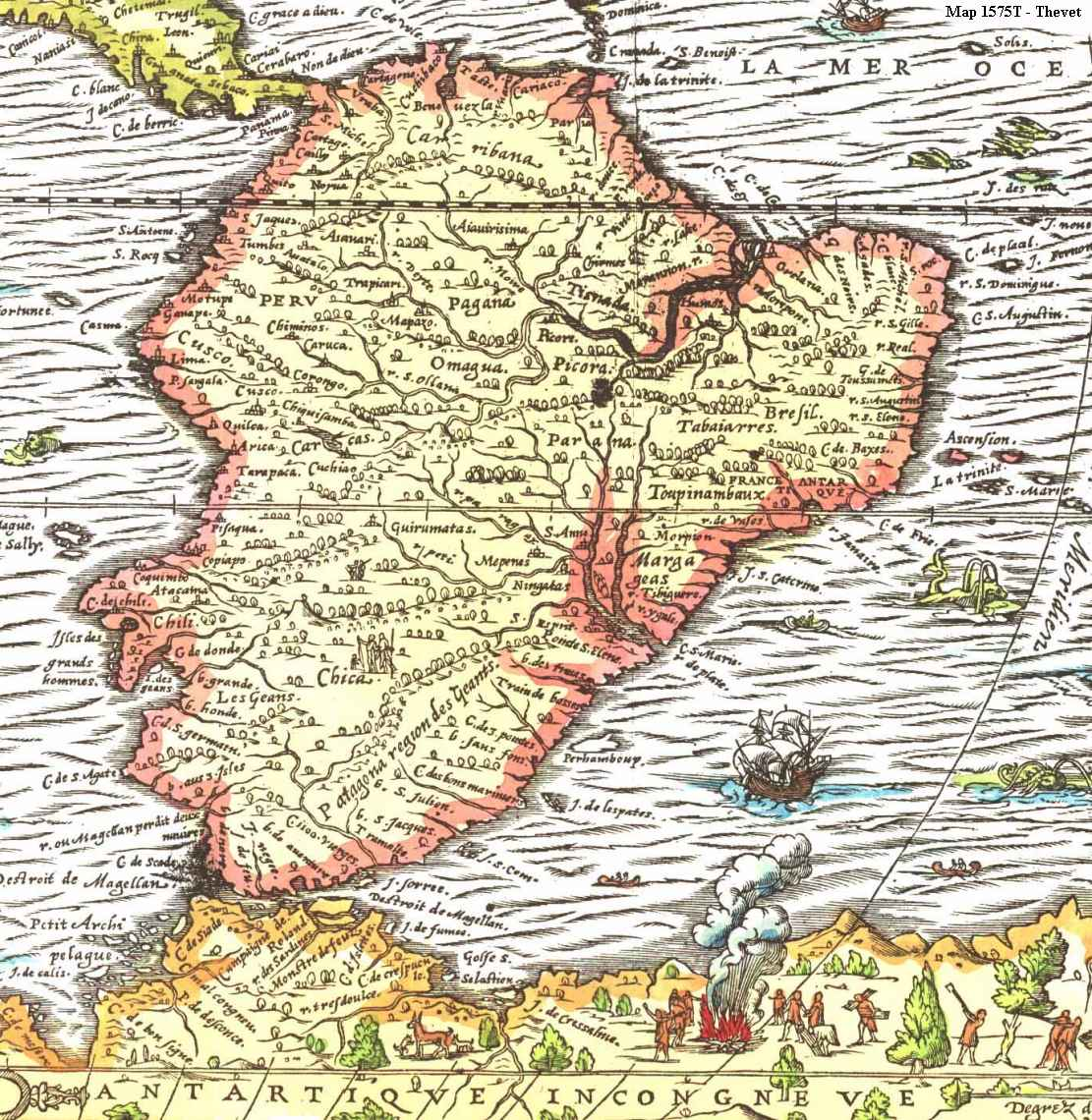
Carte de l'Amérique du Sud par André Thevet (1575).

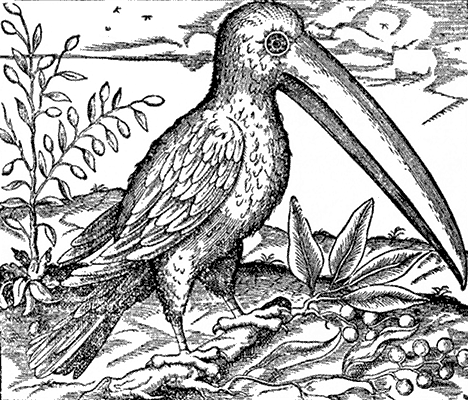
Toucan (Singularités).

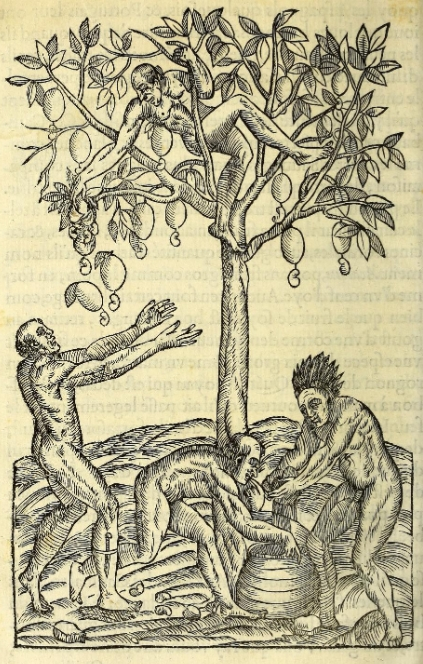
Noix de cajou (Singularités).

Il repart presque aussitôt comme aumônier de l'expédition du vice-amiral Villegagnon pour établir une colonie française au Brésil destinée à protéger les marins normands qui venaient sur le littoral se procurer le bois rouge, pernambouc (pau brasil en portugais), dont est tiré une teinture rouge. André Thevet séjourne de la mi-novembre 1555 à la fin janvier 1556, sur un îlot à l'entrée de la baie de Rio de Janeiro, là où se trouve la forteresse des Français, le Fort Coligny. Il est le premier à mentionner l’existence de l'Ilha de Paquetá. Malade, il devra cependant rentrer en France après seulement 10 semaines passées sur place.
À son retour il publie, dès la fin 1557, sous forme d'un nouveau livre Les Singularitez de la France antarctique, le compte rendu des observations qu'il a pu faire des pays et peuples vus durant son voyage au Nouveau Monde. Ce témoignage, comme celui de Jean de Léry (1536-1613) atteste des tribus amérindiennes venues du nord rencontrées vers le milieu du XVIe siècle dans la région de Rio de Janeiro.
L'ouvrage le rendra célèbre et sera traduit en italien et en anglais (resp. 1561,1568). Il suscitera aussi imitations et polémiques. Conformément à l'esprit du temps, il s'attarde sur les bizarreries, les singularités susceptibles de surprendre ses contemporains. De plus, en raison de sa maladie, il ne put contrôler toutes les informations que lui rapportaient les « truchements », anciens matelots vivant parmi les Indiens, qui servaient d’interprètes. Arrivé en France, il utilisera aussi les informations ethnographiques rassemblées par le secrétaire de Villegagnon et mettra à contribution un scribe helléniste, Mathurin Héret, chargé de truffer le texte de références aux auteurs grecs et latins. Les nombreuses références à l’antiquité gréco-latine seront un moyen constamment réitéré de réduire l’étrangeté première des « sauvages » à la familiarité des textes classiques.
Il est un des premiers à donner en français des descriptions peu précises mais honnêtes du manioc, de l'ananas, de l'arachide, de la noix de cajou et du pétun (le tabac), ainsi que du « grand ara rouge » (Ara macao), du toucan, du paresseux et du tapir. Il offre aussi le premier tableau ethnographique des Indiens Tupinamba. Au XXe siècle, l'ethnologue Alfred Métraux dira de l'ultime version augmentée de son voyage au Brésil, Histoire d'André Thevet Angoumoisin, cosmographe du Roy, de deux voyages faits par luy aux Indes Australes, et Occidentales que le « chapitre sur l'anthropophagie rituelle des Tupinamba,... est sans doute un des plus beaux documents ethnographiques que nous ait laissé le XVIe siècle. » La qualité des 41 illustrations sur bois gravés de la flore, de la faune et des rituels des Tupinamba assure le succès de l’ouvrage à la cour et parmi les amateurs de curiosités.
Cependant il y reprend le récit de Francisco de Orellana sur les femmes guerrières, nues et belliqueuses, rencontrées le long du fleuve qu’Orellana baptisa « fleuve des Amazones » puis « Amazone », et plus tard, dans la Cosmographie universelle, il se dira « bien marry que je sois tombé en la faute de l’avoir creu ».
Son livre ne décrit pas seulement le Brésil, puisqu'il évoque aussi « Madagascar », qu'il nomme exactement ainsi et en précisant que c'est le nom que ses habitants lui donnaient.
Pour Frank Lestringant, spécialiste de la Renaissance, « Les Singularités de la France Antarctique constitue une œuvre phare de la littérature de voyage au XVIe siècle ».

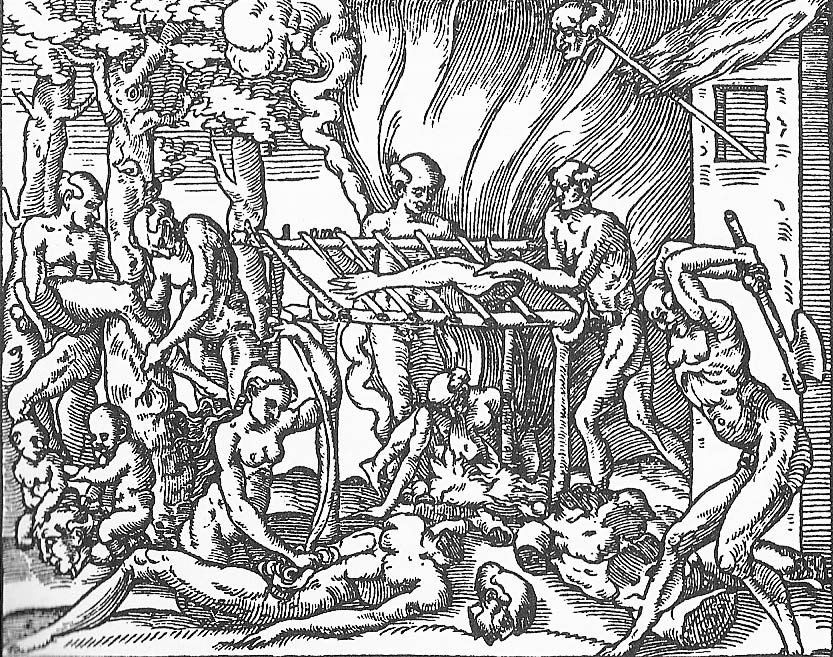
Équarrissage de la victime
Scène d'anthropophagie rituelle des Tupinamba (Singularités).

## Le cosmographe du roi
Il obtient d'être affranchi de son ordre monastique en janvier 1559. Il se fixe rue de Bièvre, dans le quartier Latin à Paris, et devient en 1560 « cosmographe du Roy », c'est-à-dire géographe officiel, et au début de 1576 l'un des aumôniers de Catherine de Médicis. Il sert successivement quatre rois de France : Henri II et ses trois fils François II, Charles IX et Henri III.
Il se constitue rue de Bièvre un cabinet de curiosités où il collectionne les monnaies grecques et latines, des plumasseries du Brésil et du Mexique, des becs de toucan, des perroquets et caïmans naturalisés et autres singularités mais aussi des documents et mémoires relatifs au Nouveau Monde comme le précieux Codex Mendoza, manuscrit aztèque des années 1540-1541. Ces collections naturalistes et ethnographiques témoignent de son désir constamment réaffirmé d'assurer la primauté de l'expérience sur l'autorité. « Tout ce que je vous discours et recite, ne s'apprend point és escole de Paris, ou de quelle que ce soit des universitez de l'Europe, ains [mais] en la chaise d'un navire, soubz la leçon des vents… »
Il travaille à partir de 1566, au projet très ambitieux, d’une encyclopédie géographique universelle distribuée selon les quatre continents. Le volumineux ouvrage, intitulé Cosmographie universelle, publié en 1575 rassemble des documents originaux d’un intérêt capital pour la connaissance des peuples amérindiens du Brésil et divers compilations comme celles sur l’Afrique et l’Asie, tirées de Navigationi et Viaggi du Vénitien, Jean-Baptiste Ramusio.
C'est en historiographe qu'il fait paraître, en 1584, les Vrais portraits et vies des hommes illustres en huit volumes. Son ambition est immense, puisqu'il se propose de traiter de tous les grands hommes de toutes les régions qu'il a visitées. Il propose à la manière de Plutarque, des portraits des pères de l'Église chrétienne, des grands esprits de l'antiquité ou des saints du Moyen Âge (livre I à III). Dans les livres suivants sont traités les découvreurs et conquérants, Colomb, Vespucci, Magellan, Cortés et Pizarre et de six souverains de l'Amérique (un Aztèque, un Inca, un « Cannibale », un Tupinikin, un Satouriona de la Floride et un Patagon). Il a donc l'audace de faire voisiner les portraits des monarques amérindiens avec les gloires de l'antiquité et de l'Europe. Il illustre ses 224 portraits de gravures en taille douce.

## La légende noire de Thevet
Les ouvrages de Thevet ont été mal accueillis par les doctes de son époque. On l’a accusé de plagiat et d’ignorance (Belon 1557, Belleforest et Fumée 1568) ou encore d’outrecuidance. « Cette mauvaise renommée se renforce avec le début des troubles civils. Après s'être rallié ostensiblement au duc de Guise lors de la première guerre de Religion, Thevet tente de louvoyer entre les deux camps. Mais également condamné par les deux partis en présence, le projet cosmographique n’a quitté les franges de l’hérésie que pour se précipiter dans la démesure blasphématoire. La faute de Thevet est scientifique, mais aussi théologique (Belleforest, 1575 ; Du Préau, 1583) », écrit Frank Lestringant. « Il est vrai qu'à côté de cette légende noire cultivée par les doctes, Thevet n’a cessé de fasciner les esprits curieux (Paré, 1579). Longtemps les naturalistes et en premier lieu les botanistes l’ont cité avec révérence, notamment en ce qui concerne les réalités exotiques de l’Amérique et tout particulièrement du Brésil. ». C’est le cas par exemple du vulgarisateur Jean-Marie Pelt, qui dans son ouvrage de 1999 sur les grands naturalistes explorateurs, consacre un chapitre entier à sa réhabilitation.

## André Thevet et l'herbe pétun (tabac)

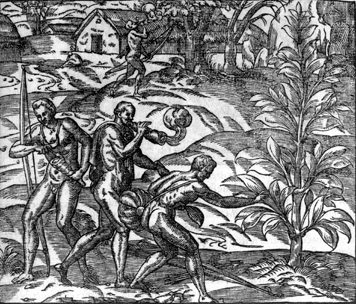
Herbe pétun ou angoumoisine (Cosmographie universelle).

Dans Singularités de la France antarctique (1558), André Thevet donne une description précise de l’usage du « tabac » par les indiens. Il en ramènera des graines en France qu’il sèmera dans sa région natale d’Angoulême et baptisera la plante « herbe angoulmoisine ». Mais le terme aura moins de succès que « pétun », mot venant du tupi « petyma, petyn » qui sera largement employé en France et aux Antilles jusqu’au début du XVIIe siècle, époque où il sera évincé par « tabac », terme qui lui vient à travers l’espagnol, d’un mot haïtien, tabaco.
« Autre singularité d’une herbe, qu’ils nomment en leur langue Petun, laquelle ils portent ordinairement avec eux, pource qu’ils l’estiment merveilleusement proffitable à plusieurs choses. Elle ressemble à notre buglosse.
Or ils cueillent songneusement ceste herbe, et la font seicher à l'ombre dans leur petites cabannes. La maniere d'en user est telle. Ils l'enveloppent, estant seiche, quelque quantité de ceste herbe en une fueille de palmier, qui est fort grande, et la rollent comme de la longueur d'une chandelle, puis mettent le feu par un bout, et en reçoivent la fumée par le nez, & par la bouche. Elle est fort salubre, disent ils, pour faire distiller et consumer les humeurs superflues du cerveau. Davantage prise en cette façon, fait passer la faim, & la soif pour quelque temps. Parquoy ils en usent ordinairement, mesmes quand ils tiennent quelque propos entre eux, ils tirent ceste fumée, & puis parlent: ce qu'ils font coustumierement & successivement l'un apres l'autre en guerre, ou elle se trouve tres commode. Les femmes n'en usent aucunement. Vray est, que si lon prend trop de ceste fumée ou parfun, elle enteste et enivre, comme le fumet d’un fort vin.  » (Singularitez, 1558, 60r).
Thevet nous dit avoir essayé par lui-même le cigare de pétun et que « cette fumée cause sueurs et faiblesses, jusqu'à tomber en quelque syncope ».
Quelques années plus tard, en 1560, Jean Nicot, ambassadeur de France au Portugal, envoie de la poudre de tabac à la reine Catherine de Médicis pour soigner les migraines de son fils. Le traitement a du succès et pour honorer Jean Nicot, le botaniste Delachamps donne officiellement à la plante le nom de « Nicotiana tabacum ». Cette usurpation rendra furieux Thevet « Depuis un quidam, qui ne fit jamais le voyage, quelque dix ans après que je fus de retour de ce pays, lui donna son nom ». Si Thevet fut indéniablement le premier à introduire le tabac en France, il ne fut pas le premier en Europe, puisque Hernandez l'avait introduit en Espagne dès 1520.

## Thevet etThevetia

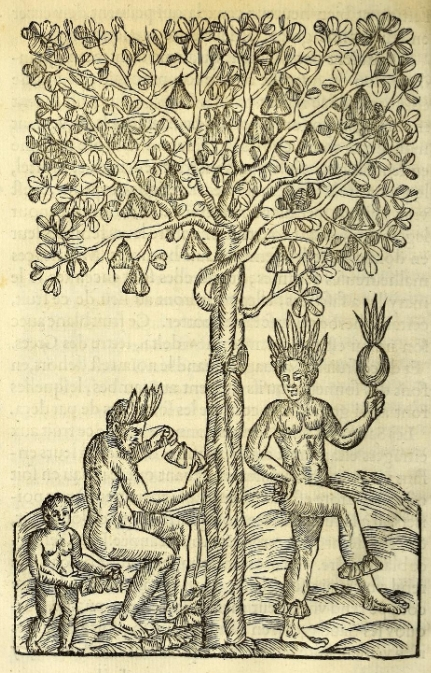
Ahouaï (Singularité chap 36).

Dans Singularités, chapitre 36, Thevet décrit précisément « un arbre nommé en leur langue ahouai, portant fruit vénéneux et mortel…Cet arbre est quasi semblable en hauteur à nos poirier. Il a la feuille de trois ou quatre doigts de longueur et deux de largeur, verdoyante toute l'année. Elle a l'écorce blanchâtre. Quand on en coupe branche, elle rend un certain suc blanc, quasi comme lait. L'arbre coupé rend une odeur merveilleusement puante. » Il observe que le fruit est « de la grosseur d’une châtaigne moyenne, et est vrai poison, spécialement le noyau. Les hommes, pour légère cause étant courroucés contre leurs femmes, leur en donnent, et les femmes aux hommes. Et de ce fruit les sauvages, quand le noyau est dehors, en font des sonnettes qu'ils mettent aux jambes, lesquelles font aussi grand bruit… ».
Cet arbre est aujourd’hui appelé Thevetia ahouai (L.) A. DC. (1844) (famille des Apocynaceae). C’est Carl von Linné qui un siècle plus tard, créa le genre Thevetia (1758) pour rendre hommage à Thevet.
Linné a également nommé Cerbera thevetia L. (1753), devenu Thevetia peruviana (Pers.) K.Schum. (1895) puis Cascabela thevetia (L.) Lippold (1980), une autre Apocynaceae proche, abondamment cultivée dans les jardins de toute la zone intertropicale du globe.

### Sources imprimées
- Cosmographie de Levant (1554). Texte sur Gallica
- Cosmographie de Levant, fac-similé de l'édition de Tournes, 1556, avec introduction, notes et variantes par Frank Lestringant (coll. « Travaux d'humanisme et de renaissance »), Genève, Droz, 1984, 224 + 232 p., pl., cartes.
- Les Singularitez de la France antarctique, autrement nommée Amérique, et de plusieurs terres et isles découvertes de nostre tems (1557). Texte sur Gallica, illustrations sur Gallica, université de Virginie, Gordon collection.
- Les Singularitez de la France antarctique, réédition par Paul Gaffarel, Maisonneuve, Paris, 1880. [lire en ligne] sur Internet Archive, et [lire en ligne] sur Google Livres.
- édition établie par Frank Lestringant, Le Brésil d’André Thevet. Les singularités de la France Antarctique (1557), Editions Chandeigne, 1997
- La cosmographie universelle d'André Thevet, illustrée de diverses figures des choses plus remarquables veuës par l'auteur (2 volumes, 1575). Illustrations sur Gallica et Texte sur Gallica
- Les vrais pourtraits et vies des hommes illustres grecz, latins et payens, recueilliz de leurs tableaux, livres, médalles antiques et modernes (9 volumes, 1584) tome 2 consultable sur  American Libraries
- Giulia Bogliolo Bruna, introduzione, traduzione e note delle Singolarità della Francia Antarctica di André Thevet (prefazione Frank Lestringant), Reggio Emilia, Diabasis, 247 p., 1997.
- Le grand Insulaire et pilotage d'André THEVET, Angoumoisin, cosmographe du Roy, dans lequel sont contenus plusieurs plants d'isles habitées et deshabitées et description d'icelles, 1586, Texte sur Gallica
- André Thevet (présentation et édition : Frank Lestringant, Le Brésil d’André Thevet, Paris, Chandeigne, coll. « Lusitane », 2011, 566 p. (ISBN 978-2-915540-78-9).

### Travaux historiques
- Frank Lestringant, « Voyage dédoublé, voyage éclaté. Le morcellement des Terres Neuves dans l’Histoire de deux voyages d’André Thevet (c. 1586) », Études françaises, volume 22, numéro 2, automne 1986, p. 17–34 (lire en ligne).
- Frank Lestringant, Sous la leçon des vents : le monde d’André Thevet, cosmographe de la Renaissance, Presse universitaire de Paris-Sorbonne, 2003.Google livres
- Frank Lestringant, L’atelier du cosmographe ou l’image du monde à la Renaissance, Albin Michel, 1991
- Frank Lestringant, « L'Histoire d'André Thevet, de deux voyages par luy faits dans les Indes Australes et Occidentales (circa 1588) », Colloque International « Voyageurs et images du Brésil », MSH-Paris, le 10 décembre 2003, Table 2 — Les récits de conquête et de colonisation.
- Jean-Marie Pelt, « André Thevet, les monstres difformes et le tabac », in La Cannelle et le panda : les grands naturalistes explorateurs autour du Monde, Paris, Fayard, 1999,  (ISBN 978-2213-60466-4).
- Carolina Martinez, « André Thevet et Jean de Léry : témoignage involontaire et métier d'historien dans deux récits de voyage en France Antarctique », in Encyclo. Revue de l'école doctorale ED 382, no 1, 2012, p. 75-86, [lire en ligne].
- François-Marc Gagnon, « Figures dans le texte : à propos de deux gravures dans Thévet », Études françaises, vol. 14, n° 1-2, avril 1978, p. 183-198 (lire en ligne).
- Laurent Vissière, « André Thevet et Jean Rouhet : fragments d’une correspondance », Bibliothèque d’Humanisme et Renaissance, t. 61-I (1999), p. 109-137.

### Littérature
- Jean-Christophe Rufin, Rouge Brésil, Gallimard, 2001.